# Šurany
Šurany é uma cidade da Eslováquia, situada no distrito de Nové Zámky, na região de Nitra. Tem 59,81 km² de área e sua população em 2018 foi estimada em 9.659 habitantes.

## Demografia
| Ano:        | 1994   | 2004   | 2014   | 2024   |
| ----------- | ------ | ------ | ------ | ------ |
| Broj ljudi: | 10 504 | 10 426 | 10 055 | 9103   |
| Razlika:    |        | -0,74% | -3,55% | -9,46% |

| Ano:               | 2023 | 2024   |
| ------------------ | ---- | ------ |
| Número de pessoas: | 9238 | 9103   |
| Diferença:         |      | -1,46% |